# 黄爵高
黄爵高（1895年9月6日—1988年5月25日），曾用名黄克明，原籍四川省安岳县，寄籍成都市；安岳县立旧制中学肄业后，入成都四川讲武堂；历任川军排长、连长、营长、副团长等，终至国民革命军第九十五军少将高参；1946年至1949年任四川省万源县、广元县县长。1950年起于成都市郊务农。
黄爵高于1917年（中华民国六年）加入国民党，党证丙字3323号。历任川军第五师排长，第一师一步旅连长、营长、中校副团长、上校副官长，建国军川滇黔湘桂五省联军川军第一师上校副官长。1925年随建国联军前敌总司令熊克武入广州与熊同被蒋介石扣禁。1927年任四川江防军学生队军事教官兼副队长，同年秋参加刘伯承领导的川军六个旅在顺庆、泸州的起义。1928年任28军军官教育团第四期副队长。1929-1931任28军第八混成旅上校参谋长。1931-1933任28军第二师步兵团长（黄逸民任师长）。1933-1944调95军军部任少将高参。